# Wilsberg: Halbstark
Halbstark ist die 36. Folge der Fernsehfilmreihe Wilsberg. Die Erstausstrahlung erfolgte am 7. April 2012 beim ZDF. Regie führte Hans-Günther Bücking, das Drehbuch wurde von Marin Eigler geschrieben.

## Handlung
Georg Wilsberg muss aufgrund Fahrens mit erhöhter Geschwindigkeit seinen Führerschein für einen Monat abgeben. Vor dem Polizeipräsidium trifft er Lea Sonnenborn, eine ehemalige Klassenkameradin vom Ratsgymnasium, mit der er 1977 sein Abitur gemacht hat. Heute führt sie ein Ballettstudio, macht sich allerdings Sorgen um ihren Sohn Marc, der seit zwei Tagen nicht heimgekehrt ist. Daher bittet sie kurzerhand Wilsberg um seine Mithilfe bei der Suche nach dem Jungen.
Ekki erhält unterdessen von seinem Vorgesetzten Grabowski den Auftrag, eine zweitägige Berufsberatung am Goethe-Gymnasium durchzuführen, um den Schülern die Aufgaben des Finanzamtes näherzubringen. In der Schule läuft er Wilsberg in die Arme, der Marcs Mitschüler nach dessen Aufenthaltsort befragt. Dabei bringt er in Erfahrung, dass Mina Seeberg sich erst kürzlich von ihm getrennt hat und jetzt mit Tobias Höcker zusammen ist. Dieser Rückschlag soll Marcs aggressive Wutausbrüche weiter verstärkt haben, die er seit der Trennung seiner Eltern und dem anschließenden Suizid seines Vaters an den Tag legt. Die Spuren, die Wilsberg bei der Suche nach Marc findet, führen ihn nach Münster-Mecklenbeck. Auf dem Flugfeld der dortigen Flugschule wird er Zeuge, wie sich die Jugendlichen mit ihren Sportwagen ein illegales Rennen liefern. Zudem findet er Marc auf dem Gelände, der durch eine Ladung aus einer Flinte niedergestreckt und in einer Plane eingewickelt worden war. Kaum hat Wilsberg die Leiche entdeckt, wird er hinterrücks von Steffen Weber niedergeschlagen, der befürchten muss, dass die alarmierte Polizei seine teilweise aus Venlo bezogenen, teilweise selber angebauten Drogen im Hangar entdecken könnte.
Als Wilsberg das Bewusstsein wiedererlangt, sind Kommissarin Anna Springer und ihr Kollege Overbeck am Flugplatz eingetroffen; von den Sportwagen und der Leiche fehlt jedoch jede Spur. Einzig ein ausgebrannter Wagen, der von Tobias Höcker gefahren wurde, wurde zurückgelassen. Im Kofferraum finden die Beamten eine verkohlte Leiche, die später aufgrund eines Abgleichs des Gebisses als Marc Sonnenborn identifiziert werden kann. Es stellt sich heraus, dass Marc bereits zwei Tage tot war, bevor er verbrannt wurde.
Bei seinen weiteren Ermittlungen stellt Wilsberg fest, dass Mina Seeberg nach ihrer Trennung von Marc durch diesen in sozialen Netzwerken öffentlich diffamiert wurde. Der zusehends zur Gewalt neigende Marc, dessen Aggression sich wahllos gegen seine Eltern, Klassenkameraden, aber auch Lehrer richtete, sollte nach Aussage seiner Mutter eine Therapie beginnen, um sein Verhalten wieder in den Griff zu bekommen. Seine schulischen Leistungen, die sich durch die aggressiven Entgleisungen verschlechtert hatten, wurden von seinem Stiefvater, dem Anwalt Steiner, zum Anlass genommen, Marcs Lehrer durch einen gezielten Rechtsstreit unter Druck zu setzen. Auch die Klassenkameraden neigten in letzter Zeit dazu, schulische Probleme mit ihren Lehrern juristisch auszufechten. Als Ekki während seiner Berufsberatung bei einer Handgreiflichkeit zwischen Schülern schlichten möchte, wird ihm ebenfalls mit einer Klage gedroht, die sein Karriereende als Beamter bedeuten könnte. Es gelingt Ekki, diesem Problem auszuweichen, indem er dem Schüler rhetorisch geschickt vermittelt, es bestünde die Möglichkeit, den Hotels seines Vaters eine Steuerprüfung verordnen zu lassen.
Ludger Schmitz bricht bei Tobias’ Eltern ein, um aus Tobias’ Zimmer belastendes Material zu entwenden oder es zumindest zu löschen. Darunter finden sich Gewaltvideos und Fotos, auf denen Ludger zu sehen ist. Eines dieser Videos zeigt zudem die Deutschlehrerin Brügge, die von mehreren vermummten Schülern gestoßen, gedemütigt und sexuell belästigt wird. Wilsberg bekommt unterdessen von Overbeck die Kartei mit mutmaßlichen Gewaltverbrechern präsentiert. Dabei erkennt er seinen Angreifer wieder, der ihn am Flugplatz niedergeschlagen hat. Ohne seine Entdeckung der Polizei mitzuteilen, macht er sich auf den Weg zum Bauernhof von Steffen Weber. Dort entdeckt er, dass Ludger Schmitz als Handlanger an Steffen Webers Drogengeschäften beteiligt ist. Wilsberg überrascht die beiden, als sie die vorhandenen Marihuanabestände verschwinden lassen wollen. Er wird von Steffen mit vorgehaltener Flinte gestellt und gefesselt. Erst die eintreffenden Beamten um Overbeck können Wilsberg befreien und sowohl Steffen als auch Ludger festnehmen.
Der Lehrer Manfred Schulzendorf, Freund von Frau Brügge, wird von Wilsberg im Gartenhaus seiner Freundin gefunden. Er gesteht, Marc erschossen zu haben, um das Leben für Frau Brügge, die mit Schlaftabletten versucht hatte, sich zu töten, erträglicher zu gestalten. Da ihm das nicht gelungen sei, droht er nun, sich mit einer Flinte zu erschießen. Overbeck gelingt es, Manfred Schulzendorf zu überraschen, so dass er den Lehrer überwältigen und entwaffnen kann. Schulzendorf wird festgenommen.
Nachdem sich Overbeck im Laufe der Ermittlungen mehrfach verbale Entgleisungen erlaubt hat, ordnet Kommissarin Springer an, er möge einen Vortrag zum Thema „Rhetorik der Strafverfolgung“ an der Goethe-Schule halten.

## Hintergrund
Der Arbeitstitel der Folge lautete Tod eines Schülers. Die Dreharbeiten begannen am 3. Mai 2011 in Münster und Köln und endeten am 7. Juli 2011. Sie erfolgten parallel mit den Dreharbeiten zur vorherigen Folge Die Bielefeld-Verschwörung. Die Szenen, die das Polizeirevier zeigen, entstanden in Münster am Bispinghof. Am 20. Juni 2011 wurde am Stadtcafé in der Nähe des Stadthauses, später am Alten Steinweg gedreht. Am selben Tag wurde an der Lambertikirche gefilmt, wo Alex Holtkamps Parkmanöver aufgezeichnet und der Prinzipalmarkt abgelichtet wurde. Am Folgetag entstanden Aufnahmen am Hafen Münster, die unter anderem den Flechtheimspeicher sowie den Kreativkai zeigen, wo Alex Holtkamps Kanzlei zu finden ist. Weitere Aufnahmen am Antiquariat Solder in der Frauenstraße sowie an der Überwasserkirche standen zu diesem Zeitpunkt noch aus. Ebenso wurde an diesem Tag am ehemaligen Luftwaffenflugplatz in Hopsten gedreht. Die Szenen des illegalen Autorennens entstanden am 27. Juni 2011 am ehemaligen Fliegerhorst Hopsten in Dreierwalde. Die Ibbenbürener Volkszeitung hatte eigens hierzu in der Autotuning-Szene aufgerufen, sich als Komparsen zu melden. Dieser Drehtag schlug mit Kosten in Höhe von 60.000 Euro zu Buche. Die Produktionskosten pro Folge belaufen sich auf 1,2 bis 1,4 Millionen Euro.
Am 22. November 2012 wurde die Folge zusammen mit der 35. Folge Die Bielefeld-Verschwörung von Polarfilm auf DVD mit FSK-12-Freigabe veröffentlicht. Die DVD enthält neben den beiden Hauptfilmen als Bonusmaterial ein Making-of sowie ein Porträt über die Stadt Münster.
Stephan Grossmann war bereits in der 23. Folge Royal Flush zu sehen, übernahm dort jedoch eine andere Rolle. Jürgen Kehrer ist in der Verbrecherkartei zu sehen, die Wilsberg und Overbeck gemeinsam am Computer durchgehen.
Bei dem Song am Ende der Episode handelt es sich um Biggest Mistake von den Rolling Stones aus dem Jahr 2005.
Der Running Gag „Bielefeld“ verweist in dieser Folge auf einen Bauunternehmer aus Bielefeld, den Ekki kürzlich wegen Steuerhinterziehung belangt hat, wie er einer Schulklasse berichtet (ab 01:15:00).

## Rezeption

### Einschaltquoten
5,96 Millionen Zuschauer sahen die Folge Halbstark bei ihrer Erstausstrahlung im ZDF, was einem Marktanteil von 19,8 % entsprach. Zugleich konnte die Folge den Tagessieg zur Hauptsendezeit verbuchen. Unter den 14- bis 49-Jährigen schalteten 1,14 Millionen Zuschauer zu, was einen Marktanteil von gut 10,4 Prozent ausmachte.

### Kritik
Nach Urteil des Lexikon des internationalen Films ist Halbstark ein „launiger (Fernsehserien-)Krimi mit sympathischen Figuren“.
Die Deutsche Presse-Agentur schreibt, Halbstark sei „bewährte Kost“. „Sehr viele Handlungsfäden“ seien zusammenzuführen, „manche humoristische Einlage“ sei enthalten. Die Handlung wirke „ein wenig überfrachtet“, da sie „Cybermobbing, Drogengeschäfte, illegale Autorennen, SMS-Sucht, Handyfilmchen von Gewaltexzessen“ thematisiert und „lässt kein Jugendklischee aus“. „Dennoch werden Fans es wohl lieben“, so ihr Fazit.
Rainer Tittelbach urteilt, „‚Halbstark‘ ist eine ‚Wilsberg‘-Episode, die es in sich hat: Krimi, Komödie, etwas Drama, ein bisschen soziale Wirklichkeit. Das Swingen zwischen den unterschiedlichen Tonlagen funktioniert vorzüglich. Gut gebaut, thematisch vielschichtig.“  Tittelbach lobt unter den Darstellern sowohl die Stammbesetzung der Serie wie auch die Jungdarsteller der Folge. Der „gut gespielte Film besticht durch sein dicht konstruiertes, engmaschiges Erzählgefüge, in dem sich schlussendlich (fast) alles auf einander bezieht und in dem kaum jene komödienkrimiüblichen Zufälle bemüht werden müssen“. Auch Drehbuchautor Martin Eigner erhielt ein Lob für das „dramaturgische Handwerk“, da seine Geschichte „auch durch die Art und Weise, wie in sie gesellschaftliche Bezüge und ‚unsoziale‘ Trends“ integriert werden, zu beeindrucken vermag. Tittelbach vergab die Note: .
Die Redaktion von TV Spielfilm ist der Meinung, Halbstark sei „typisch Wilsbergsche Kalauerkost“, die nur von „nervigen Auftritten des Polizei-Hofnarrs Overbeck“ unterbrochen werde. In der Konsequenz haben die Nachwuchsschauspieler „leider umso weniger Gelegenheit, ihr Talent zu zeigen“.
Prisma sieht in Halbstark „einen kritischen Krimi zu einem weitestgehend totgeschwiegenem Thema: Lehrer, die ihre Funktion als Autoritätsperson verloren haben.“ Ebenso wird mit „Cyber-Mobbing mittels sozialer Netzwerke“ ein weiteres Problemfeld Jugendlicher angesprochen. Die Wertung lautete: .
Der Mediendienst teleschau freut sich, dass Halbstark ein „brandaktuelles Thema“ behandelt, das von der Politik übergangen wird. Richtig „interessant“ wird der Krimi „an seinen Nebenschauplätzen“. Der Mediendienst resümiert, der „gesellschaftskritische Krimi ist reich an Momenten, die es zu diskutieren lohnt, auch wenn er es sich an mancher Stelle ein bisschen sehr einfach macht“.